# Municipio de Little Rock (Minnesota)
El municipio de Little Rock (en inglés, Little Rock Township) es un municipio del condado de Nobles, Minnesota, Estados Unidos. Tiene una población estimada, a mediados de 2022, de 204 habitantes.
Abarca una zona exclusivamente rural.

## Geografía
Está ubicado en las coordenadas 43°32′50″N 95°52′44″O / 43.54722, -95.87889. Según la Oficina del Censo de los Estados Unidos, tiene una superficie total de 93.3 km², de los cuales 93.2 km² corresponden a tierra firme y 0.1 km² están cubiertos de agua.

## Demografía
Según el censo de 2020, en ese momento había 206 personas residiendo en la zona. La densidad de población era de 2.2 hab./km². El 95.1 % de los habitantes eran blancos, el 0.5 % era isleño del Pacífico, el 1.0 % eran de otras razas y el 3.4 % eran de una mezcla de razas. Del total de la población, el 3.9 % eran hispanos o latinos de cualquier raza.